# Vélez-Blanco
Vélez-Blanco è un comune spagnolo che si trova in provincia di Almería nella comarca de los Vélez.
Possiede un grande patrimonio culturale, archeologico e naturale per questa ragione la Junta de Andalucía ha dichiarato questa città un sito storico-artistico.